# لاكي بيترسون
لاكي بيترسون (بالإنجليزية: Lucky Peterson)‏ هو موسيقي أمريكي، ولد في 13 ديسمبر 1964 في بوفالو في الولايات المتحدة الأمريكية.

## وصلات خارجية
- لاكي بيترسون على موقع IMDb (الإنجليزية)
- لاكي بيترسون على موقع ميوزك برينز (الإنجليزية)
- لاكي بيترسون على موقع ميوزك برينز (الإنجليزية)
- لاكي بيترسون على موقع أول ميوزيك (الإنجليزية)
- لاكي بيترسون على موقع ديسكوغز (الإنجليزية)